# Tutaryds landskommun
Tutaryds landskommun var en tidigare kommun i Kronobergs län.

## Administrativ historik
Den 1 januari 1863 började kommunalförordningarna gälla och då inrättades cirka 2 500 kommuner (städer, köpingar och landskommuner), tillsammans täckande hela landets yta.
I Tutaryds socken i Sunnerbo härad i Småland inrättades då denna kommun. Landskommunen uppgick 1952 i Ryssby landskommun som sedan i sin tur 1971 uppgick i Ljungby kommun.